# Daguioman
Daguioman é um município de  quinta classe de renda municipal (d) na província Abra, nas Filipinas. De acordo com o censo de 1 de maio  de  2020 possui uma população de 2 019 pessoas e 414 domicílios.